# Тъмната лига на справедливостта: Войната на Апокалипс
„Тъмната лига на справедливостта: Войната на Апокалипс“ (на английски: Justice League Dark: Apokolips War) е американска издадена директно на видео супергеройска анимация от 2020 г., продуциран от Warner Bros. Animation и е разпространен от Warner Home Video и е базиран на комикс „Darkseid War“ от Джоф Джонс, „Final Crisis“ от Грант Морисън, и елементи от сюжетната линия „Futures End“. Това е шестнадесетия филм от DC Animated Movie Universe, и е 38-ият филм от DC Universe Animated Original Movies. Режисьори са Мат Питърс и Кристина Сота, по сценарий на Ърни Алтбейкър и Майгрийд Скот, и озвучаващия състав се състои от Джери О'Конъл, Мат Райън, Джейсън О'Мара, Таиса Фармига, Стюарт Алън, Тони Тод, Рей Чейз, Росарио Доусън, Шемар Мур, Камила Лъдингтън, Кристофър Горхам, Ребека Ромлин, Хиндън Лоуч, Лиъм Макинтайър, Джон Димаджо, Саши Алесио, Роджър Крос и Рейн Уилсън.
Филмът е обявен през юли 2019 г. в „Сан Диего Комик-Кон“ и е пуснат в дигиталните платформи на 5 май 2020 г., и на DVD и Blu-ray на 19 май 2020 г.

## В България
В България филмът е излъчен премиерно на 5 юли 2022 г. по „Би Ти Ви Екшън“ в четвъртък от 13:00 ч. Дублажът е на „Саунд Сити Студио“ и екипът се състои от:
| Озвучаващи артисти  | Яна Огнянова Георги Стоянов Мартин Герасков Явор Караиванов Николай Пърлев |
| Преводач            | Силвия Вълкова                                                             |
| Тонрежисьор         | Евгени Желязков                                                            |
| Режисьор на дублажа | Тодор Георгиев                                                             |